# Tapetenwerk
Das Tapetenwerk ist ein Kunstareal auf dem Gelände einer ehemaligen Tapetenfabrik in der Lützner Straße 91 in Leipzig-Lindenau und wurde 2007 von der Architektin Jana Reichenbach-Behnisch gegründet.

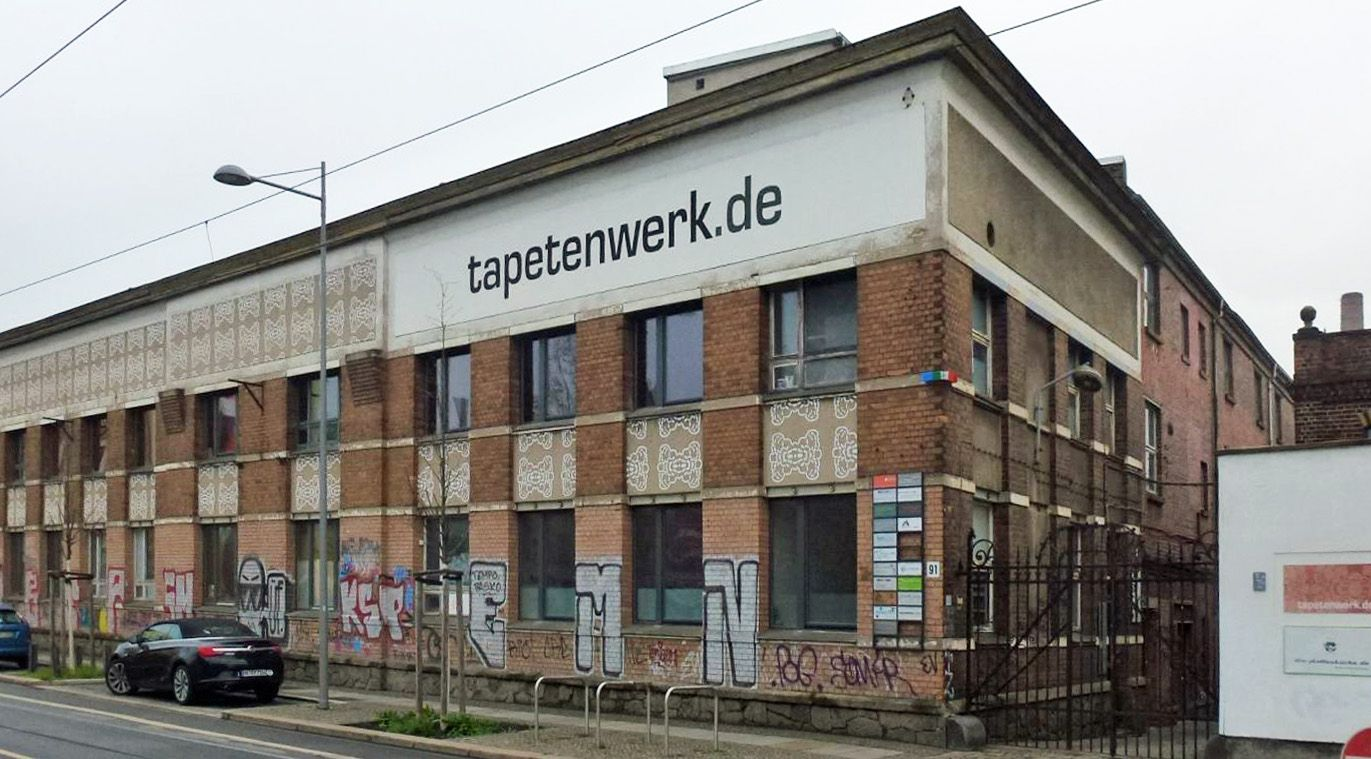
Tapetenwerk

## Geschichte
Die Leipziger Tapetenfabrik Langhammer und Söhne wurde 1873 von Robert und Adolf Langhammer gegründet und war unter ihrem Direktor Emil Zilling die zweitgrößte Tapetenfabrik Deutschlands. Auch nach dem Zweiten Weltkrieg wurden hier Tapeten produziert: Die Fabrik gehörte bis 1990 zum VEB Verpackungsmittelkombinat Leipzig, danach wurden am gleichen Ort unter dem Namen Leipziger Tapeten GmbH noch bis zum August 2006 Platzdeckchen für die Lufthansa gefertigt. Nach der Insolvenz der Firma wurde die alte Gründerzeitfabrik mitten im Leipziger Westen mit ihren acht Hallengebäuden und Kontorhäusern von der Treuhandanstalt an die heutigen privaten Eigentümer verkauft und es wurde mit der Sanierung der ersten Galerie- und Atelierräume und der alten Werkskantine begonnen. Mit dem Tapetenwerkfest 1.0 wurde das Tapetenwerk im April 2007 eröffnet.

## Aktuelle Nutzung
Aktuell wird die historische Fabrikanlage aus der Gründerzeit mit Betonung der alten Industriearchitektur schrittweise ausgebaut, um Räume für Kreative zu schaffen. Das Tapetenwerk bietet derzeit Raum für Künstler, Designer, Architekten, für kreatives Handwerk, wie eine Longboard-Werkstatt, oder auch für neue Arbeitskonzepte, wie einen Coworking-Space.

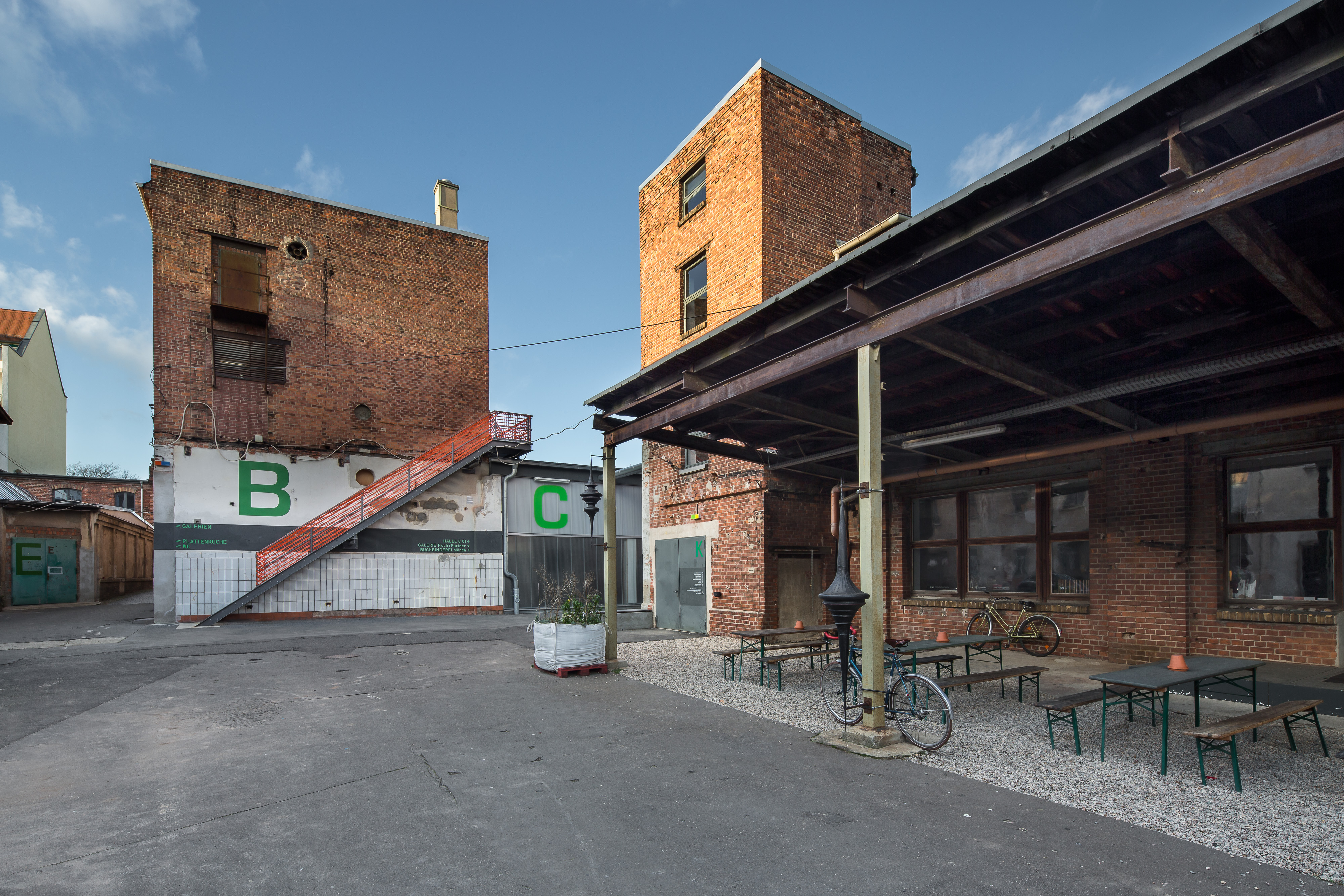
Innenhof des Tapetenwerks

Bis heute werden vier Kunstrundgänge im Jahr mit Ausstellungen und offenen Ateliers veranstaltet. Dabei wird Kunst, Design, Architektur etc. in den Galerie-Ateliers im Erdgeschoss präsentiert. Ganzjährig finden Ausstellungen und Workshops in der 320 m² großen Halle C01 statt.

## Sonstiges
2012 wurde das Tapetenwerk in die Good-Practice Datenbank der Netzwerkreihe „wieweiterarbeiten – ARBEITSORTE DER ZUKUNFT“ der Bundesstiftung Baukultur aufgenommen.